# Atteria
Atteria es un género de polillas tortrícidas categorizado en la tribu Atteriini, de la subfamilia Tortricinae. Fue descrito por Walker en 1863.

## Especies
- Atteria docima Druce, 1912
- Atteria drucei Walsingham, 1914
- Atteria pavimentata Meyrick, 1913
- Atteria strigicinctana Walker, 1863
- Atteria transversana (Walker, 1863)